# Абишева, Диана Мухановна
Абишева Диана Мухановна — (каз. Әбішева Диана Муханқызы; род. 20 августа 2002 года) — казахстанская модель, «Мисс Алматы 2019» и «1-я Вице-Мисс Казахстан 2019».

## Биография
Әбішева Диана Муханқызы родилась 20 августа 2002 года, в городе Алматы. Мать — киргизка. Отец — казах. Окончила лингвистическую гимназию N105 им. У.Джандосова. Студентка Казахского Национального Университета им. Аль-Фараби, учится на направлении «финансы» факультета экономики. С трех лет родители водили её на плавание. Ещё со школьной скамьи отдала предпочтение спортивным танцам для правильной осанки и красивой походки. Сейчас чередует тренировки в спортзале с йогой, по выходным играет с друзьями в большой теннис.
Состоит в лиге волонтеров «Almaty Sos», где активно занимается помощью нуждающимся и благотворительностью.
Уже с 14 лет Диана начала принимать участие на многих модных показах и международного уровня, как Sauvage и Eurasian Fashion week.
Победительница конкурса «Мисс Алматы 2019» Диана Абишева представит свой город на финальном конкурсе «Мисс Казахстан»

## Конкурсы красоты
- «Мисс Казахстан 2019»[22]

- «Мисс Алматы 2019[23][24][25][26][27]»
- «1 Вице-Мисс Казахстан 2019»
- Не sauvage fashion week, a Almaty fashion days Sauvage[28]
- Eurasian Fashion week[29]
- Damiani[30]
- Almaty Film Festival[31]
- EMA-2019[32]

Если вы думаете, что можете, или думаете, что не можете — вы в любом случае правы.